# Alexis Golovine
Alexis Golovine (en russe Алексей Головин) est un pianiste classique russe né à Moscou le 31 octobre 1945 et mort le 12 juillet 2023 à Genève.

## Biographie
Né dans une famille de musiciens, Alexis Golovine commence le piano à l'âge de 5 ans avec la pianiste Anna Artobolevskaïa à l'École centrale de musique de Moscou. Il rejoint plus tard le Conservatoire Tchaïkovski de Moscou où il étudie le piano et la musicologie. Il se marie en 1972 avec la Suissesse Maya Simon avec laquelle il aura une fille, l'actrice française Marina Golovine, et termine ses études au Conservatoire de musique de Genève où il remporte le premier prix de distinction avec virtuosité.
Lauréat au Concours Casagrande à Terni et au Concours international de piano Ferruccio Busoni à Bolzano, Golovine a donné des concerts en Europe, en Asie, en Afrique du Sud, en Amérique du Sud et en Amérique du Nord, ainsi que dans les festivals de musique classique les plus prestigieux. Il a également joué en duo avec la célèbre pianiste Martha Argerich.
Alexis Golovine a maintenu des relations étroites avec son pays natal, la Russie, et s'est produit régulièrement dans les salles de concert les plus prestigieuses de Moscou, parmi lesquelles la Grande Salle du Conservatoire Tchaïkovski. Il s'est produit également à l'Orchestre Philharmonique d'État.
Le pianiste a consacré beaucoup de temps à l'enseignement (il a notamment été professeur de piano au Conservatoire de musique de Genève) et ses élèves ont gagné de nombreux premiers prix lors de compétitions internationales. Sa discographie prolifique comprend des œuvres de Chopin et de Schumann, les Études-Tableaux de Rachmaninov, des œuvres d'Alexandre Scriabine, le Concerto pour piano n° 1 et la Mephisto-Valse de Liszt, de la musique de chambre et des concertos pour piano de Mozart, Alexandre Tcherepnine, Rachmaninov et Rodion Chtchedrine. Golovine a donné de nombreuses masterclass à l'Internationale Sommerakademie Mozarteum de Salzbourg, à la Manhattan School of Music, au Conservatoire de Buenos Aires, au Conservatoire de Moscou, à l'Académie d'été d'Oxford et à l'Académie d'été internationale de musique de Canton.